# Mareuil-en-Dôle
Mareuil-en-Dôle település Franciaországban, Aisne megyében. Lakosainak száma 223 fő (2022. január 1.). Mareuil-en-Dôle Bruys, Chéry-Chartreuve, Fère-en-Tardenois, Lhuys, Loupeigne és Seringes-et-Nesles községekkel határos.

## Népesség
A település népességének változása:
| Lakosok száma | 176  | 150  | 181  | 218  | 268  | 252  | 240  | 231  | 229  | 223  |
|               | 1968 | 1982 | 1990 | 2006 | 2013 | 2015 | 2017 | 2019 | 2020 | 2022 |